# Zelotomys woosnami
Zelotomys woosnami är en däggdjursart som först beskrevs av Harold Schwann 1906.  Zelotomys woosnami ingår i släktet Zelotomys och familjen råttdjur. IUCN kategoriserar arten globalt som livskraftig. Inga underarter finns listade.
Arten når en kroppslängd av 21 till 26,4 cm, inklusive en 10 till 12 cm lång svans och vikten är 48 till 62 g. Pälsen har på ovansidan en grå färg med några svarta hårspetsar, bålens sidor är ljusare och undersidan, svansen och fötterna är täckta av vit päls. På honornas bröst förekommer tre par spenar och ytterligare ett par finns på buken.
Denna gnagare förekommer i södra Afrika i södra Angola, Namibia, Botswana och norra Sydafrika. Arten vistas i regioner som ligger 800 till 1200 meter över havet. Zelotomys woosnami förekommer vid strandlinjen av floder som flyttar genom öknar och torra savanner. Födan utgörs av växtdelar och smådjur.
När honor inte är brunstiga lever varje individ ensam. De är aktiva på natten och går främst på marken. Zelotomys woosnami har bra förmåga att klättra på klippor och hoppa. Honan föder mellan december och april en kull med upp till 11 ungar. Troligen föds vanligen fem ungar. Ibland förekommer par eller mindre flockar. De vilar i självgrävda håligheter eller i bon som skapades av ökenråttor.